# Suspensión de vuelo del Boeing 737 MAX
La Suspensión de vuelo del Boeing 737 MAX se impuso por parte de la FAA y la EASA (entre otras) después del accidente del vuelo 302 de Ethiopian Airlines el 10 de marzo de 2019, el cual sucedió menos de cinco meses después del accidente del vuelo 610 de Lion Air el 29 de octubre de 2018. Estos accidentes, que implicaron al nuevo Boeing 737 MAX-8, causaron la muerte de 346 personas. A raíz de este segundo accidente, el software del MCAS, en inglés: Manoeuvring Characteristics Augmentation System fue revertido a una versión anterior y utilizará dos sensores de hardware en vez de uno.

Prohibidos por las autoridades gubernamentales.
Prohibido voluntariamente por las aerolíneas.

## Suspensión de vuelo
Varias naciones o aerolíneas decidieron prohibir el vuelo todos los 737 Max: Cayman Airways el día mismo del accidente, China, Etiopía, Indonesia, Singapur así como la Royal Air Maroc el al día siguiente 11 de marzo.
El 12 de marzo, Alemania, Australia, Irlanda, Francia, Malasia, Omán, Reino Unido, India y Suiza, toman la decisión de prohibir a las Boeing 737 MAX (8 y 9) todo vuelo comercial en su espacio aéreo, prohibición extensa a 19h 0 UTC al conjunto del espacio europeo por decisión de la Agencia europea de la seguridad aérea, obligando a las naves ya en vuelo hacia Europa a desviarse.
El 13 de marzo, Canadá, después de haber recibido datos ADS-B recibidas vía el sistema de seguimiento satelital de Aireon, toma la misma medida de precaución. 
Después de haber pedido al fabricante que modificara el sistema de corrección MCAS y, en principio, reafirmada la seguridad del avión, la FAA ordenó la suspensión de los vuelos. Esta decisión estaría motivada por los datos ADS-B recibidos por satélite, como así también al descubrimiento de una pieza entre los restos del vuelo etíope que indicaría que el avión estaba configurado con el timón de profundidad hacia abajo.
El 21 de marzo, Boeing anuncia que una alerta luminosa que señala un mal funcionamiento del sistema MCAS, hasta entonces una opción de pago, y cuya indicación afectó a ambos vuelos siniestrados, estará incluida en todos los 737 Max.

## El método de certificación cuestionado
El 19 de marzo de 2019, el departamento de los Transportes de Estados Unidos inició una auditoría del proceso que había conducido a emitir en marzo de 2017 la certificación del Boeing 737 Max 8, para asegurarse que los procedimientos necesarios a la Federal Aviation Administration para asegurar la seguridad son suficiente; el Congreso de los Estados Unidos anunció también una investigación sobre este mismo proceso. El FBI comenzó igualmente una investigación criminal con relación a la certificación.
Según una encuesta publicada el 17 de marzo de 2019 por The Seattle Times, habría varios problemas con relación a la certificación del Boeing 737 Max:
- La FAA ha delegado a Boeing la responsabilidad de certificar ellos mismos la conformidad de sus productos a las normas de seguridad. Según el diario The Washington Post, se trata de una práctica aplicada desde 2009 por la FAA a favor de Boeing y luego a otras 80 compañías aeronáuticas .[20]

El Boeing 737 Max, del cual 370 unidades están ya en servicio y más de 4.500 más están encargadas, es la última evolución del Boeing 737, avión concebido en los años 1960. Los pilotos del 737 no superan la calificación, su transición hacia esta nueva versión puede reducirse a una auto-formación de una hora sobre una tableta, sin pasar por el simulador, y no menciona la existencia del MCAS, un sistema considerado para prevenir la entrada en pérdida y añadido debido a las características aerodinámicas más delicadas de la versión Max por sus nuevos motores más pesados.

## Consecuencias legales y económicas
Los márgenes de ganancias del primer trimestre de Boeing se redujeron en cerca de 1.000 millones de dólares en costos estimados después de que redujo la producción de aviones de fuselaje estrecho tras la puesta a tierra global.
Pero otras empresas empezaron a ver lesionadas sus operaciones. American Airlines, la mayor aerolínea de EE. UU., comunicó en octubre de 2019 que pospondría la vuelta de los Boeing 737 MAX hasta el 15 de enero de 2020 y estimó que la paralización de esos aparatos durante el tercer trimestre de su ejercicio le supondrá 140 millones de dólares menos en ingresos.
Asimismo, la Asociación de Pilotos de Southwest Airlines (Southwest Airlines Pilots Association- SWAPA) presentó una demanda contra Boeing por engañar deliberadamente a la aerolínea y sus pilotos sobre las características del 737 MAX. Los pilotos de SWAPA reclaman porque acordaron volar el 737 MAX basados en las declaraciones de Boeing de que la aeronave era apta para el vuelo y esencialmente igual que el Boeing 737 Next Generation, modelo que sus pilotos han volado durante años. Southwest es el operador más grande del MAX, y mantener sus 34 aviones en tierra ha reducido al menos 225 millones millones de dólares de los ingresos operativos de la aerolínea. El avión fue retirado de los itinerarios de Southwest hasta el 5 de enero de 2020

## Reacciones
La puesta en tierra del Boeing 737 MAX provocó reacciones mixtas de múltiples organizaciones. La primera autoridad en aterrizar el MAX, la Administración de Aviación Civil de China, dijo que los accidentes "tenían ciertas similitudes" porque ambos aviones fueron entregados recientemente y se estrellaron poco después del despegue.
Boeing expresó su condolencia a los familiares de las víctimas del accidente del Vuelo 610 de Lion Air y del Vuelo 302 de Ethiopian Airlines, al mismo tiempo que defendía la aeronave contra cualquier falla hasta que las pruebas lo refutaran. Boeing proporcionó varios plazos de regreso al servicio obsoletos, el más temprano de los cuales fue "en las próximas semanas" después de la puesta a tierra de marzo de 2019. El 11 de octubre de 2019, David L.Calhoun reemplazó a Dennis Muilenburg como presidente de Boeing, luego sucedió al cargo de Muilenburg como director ejecutivo en enero de 2020.
El congresista Sam Graves del Comité de Transporte de la Cámara de Representantes culpó de los accidentes del 737 MAX al entrenamiento de calidad deficiente de los pilotos indonesios y etíopes; en la audiencia del subcomité de aviación de la Cámara de Representantes en Washington D. C., Airbus restó importancia a que está "ganando" de alguna manera debido a que "los pilotos entrenados en los EE. UU. MAX aterrizó, citando su propia capacidad logística y de proveedores para cumplir con los pedidos de aviones de la familia A320.
Las opiniones de los pilotos y asistentes de vuelo son mixtas, ya que algunos expresaron su confianza en la renovación de la certificación, mientras que otros están decepcionados porque Boeing había ocultado una característica de seguridad importante a su conocimiento. Mica Endsley de la Sociedad de Ergonomía y Factores Humanos testificó que "las señales recibidas por los pilotos [...] fueron significativamente diferentes a las señales recibidas con un ajuste estabilizador fuera de control".
La mayoría de las aerolíneas buscan una compensación de Boeing para cubrir los costos de la interrupción, mientras que el 737 MAX recibió algo de apoyo cuando International Airlines Group (IAG) anunció en el Salón Aeronáutico de París de junio de 2019 que podría ordenar 200 aviones. Las encuestas de opinión sugirieron que la mayoría de los pasajeros se muestran reacios a volar de nuevo a bordo del 737 MAX cuando sea reintroducido, mientras que pocos se sienten cómodos volviendo a abordarlo después de un tiempo para demostrar su seguridad en las operaciones. Chesley Sullenberger comentó sobre la "relación acogedora" que existe entre la industria y sus reguladores.

## Recertificación
Luego de más de un año de trabajo, en junio de 2020 Boeing logró concretar el programa de vuelos de recertificación del Boeing 737 MAX, tres días de vuelos y pruebas de todo tipo, a cargo de una tripulación de pilotos e ingenieros de Boeing y la Administración Federal de Aviación. En el marco de una programación minuciosamente detallada, el foco de estos vuelos estuvo centrado en el funcionamiento del MCAS (Maneuvering Characteristics Augmentation System), sistema automatizado de control de vuelo. La finalización de los vuelos de pruebas es un hito importante, aunque aún no es suficiente, pues implica la evaluación de miles de datos y horas de videos recopilados tras lo cual se emitirá la resolución final.
La FAA realizó sus pruebas en julio de 2020. La Agencia Europea de Seguridad Aérea (EASA) completó una serie de vuelos de prueba en septiembre de 2020, y esperará a que la FAA recertifique al modelo antes de emitir su dictamen.
El 18 de noviembre finalmente La FAA ha restablecido el certificado operativo del Boeing 737 MAX un año, ocho meses y seis días desde que fue rescindido el 13 de marzo de 2019. La aprobación da a las aerolíneas luz verde para prepararse para devolver el avión al servicio.